# Kenneth Bulmer
Henry Kenneth Bulmer (* 14. Januar 1921 in London, England; † 16. Dezember 2005 in Tunbridge Wells, Kent) war ein britischer Schriftsteller, der vor allem mit Science-Fiction- und Fantasy-Romanen bekannt wurde.

## Leben
Als außerordentlich produktiver Schreiber verfasste Bulmer über 160 Romane und zahlreiche Kurzgeschichten – sowohl unter seinem eigenen Namen wie auch unter zahlreichen Pseudonymen. Das wohl bekannteste ist Alan Burt Akers, unter dem er die lange anhaltende Fantasy-Serie um den Helden Dray Prescot schuf, der seine Abenteuer auf dem Planeten „Kregen“ im Sonnensystem Antares im Sternbild Skorpion erlebt. In späteren Romanen wird Prescot selbst als Autor der Geschichten angegeben.
Weitere von Bulmer verwendete Pseudonyme sind Frank Brandon, Rupert Clinton, Ernest Corley, Peter Green, Adam Hardy, Philip Kent, Bruno Krauss, Karl Maras, Manning Norvil, Chesman Scot, Nelson Sherwood, Richard Silver, H. Philip Stratford und Tully Zetford. Unter dem Namen „Kenneth Johns“ veröffentlichte Bulmer Romane, die er zusammen mit John Newman schuf.
Bulmers Romane sind nicht nur in der Originalsprache erfolgreich, sondern auch im Ausland, hier insbesondere in Deutschland. Es gibt sogar einige Romane von ihm, die ausschließlich in deutscher Übersetzung veröffentlicht wurden.
1998 erhielt er den Spezialpreis der British Fantasy Awards.
Bulmer war verheiratet mit Pamela Buckmaster und hatte mit ihr einen Sohn und zwei Töchter. Bulmer lebte in Tunbridge Wells.

## Bibliografie

### Dray Prescot
Die Romane erschienen unter dem Pseudonym Alan Burt Akers. In einigen späteren Ausgaben wird der Protagonist Dray Prescot als Autor und Alan Burt Akers als Koautor benannt. Ab Band 38 erschienen die Bände zuerst in deutscher Übersetzung, die Originalausgaben folgten Jahre später. Die deutschen Übersetzungen besorgte bis Band 38 einschließlich Thomas Schlück, die folgenden Bände wurden von Andreas Decker übersetzt.
- 1 Transit to Scorpio (1972)
  - Deutsch: Transit nach Scorpio. Heyne SF&F #3459, 1975, ISBN 3-453-30335-0.
- 2 The Suns of Scorpio (1973)
  - Deutsch: Die Sonnen von Scorpio. Heyne SF&F #3476, 1976, ISBN 3-453-30371-7.
- 3 Warrior of Scorpio (1973)
  - Deutsch: Der Schwertkämpfer von Scorpio. Heyne SF&F #3488, 1976, ISBN 3-453-30358-X.
- 4 Swordships of Scorpio (1973)
  - Deutsch: Die Armada von Scorpio. Heyne SF&F #3496, 1976, ISBN 3-453-30386-5.
- 5 Prince of Scorpio (1974)
  - Deutsch: Der Prinz von Scorpio. Heyne SF&F #3504, 1976, ISBN 3-453-30394-6.
- 6 Manhounds of Antares (1974)
  - Deutsch: Die Menschenjäger von Antares. Heyne SF&F #3512, 1976, ISBN 3-453-30402-0.
- 7 Arena of Antares (1974)
  - Deutsch: In der Arena von Antares. Heyne SF&F #3534, 1977, ISBN 3-453-30427-6.
- 8 Fliers of Antares (1975)
  - Deutsch: Die Flieger von Antares. Heyne SF&F #3547, 1977, ISBN 3-453-30441-1.
- 9 Bladesman of Antares (1975)
  - Deutsch: Die Waffenbrüder von Antares. Heyne SF&F #3567, 1977, ISBN 3-453-30462-4.
- 10 Avenger of Antares (1975)
  - Deutsch: Der Rächer von Antares. Heyne SF&F #3585, 1978, ISBN 3-453-30480-2.
- 11 Armada of Antares (1976)
  - Deutsch: Die fliegenden Städte von Antares. Heyne SF&F #3607, 1988, ISBN 3-453-30514-0.
- 12 The Tides of Kregen (1976)
  - Deutsch: Die Gezeiten von Kregen. Heyne SF&F #3634, 1988, ISBN 3-453-30546-9.
- 13 Renegade of Kregen (1976)
  - Deutsch: Die Abtrünnigen von Kregen. Heyne SF&F #3661, 1979, ISBN 3-453-30576-0.
- 14 Krozair of Kregen (1977)
  - Deutsch: Krozair von Kregen. Heyne SF&F #3697, 1980, ISBN 3-453-30617-1.
- 15 Secret Scorpio (1977)
  - Deutsch: Geheimnisvolles Scorpio. Heyne SF&F #3746, 1980, ISBN 3-453-30649-X.
- 16 Savage Scorpio (1978)
  - Deutsch: Wildes Scorpio. Heyne SF&F #3788, 1981, ISBN 3-453-30689-9.
- 17 Captive Scorpio (1978)
  - Deutsch: Dayra von Scorpio. Heyne SF&F #3861, 1982, ISBN 3-453-30747-X.
- 18 Golden Scorpio (1978)
  - Deutsch: Goldenes Scorpio. Heyne SF&F #4296, 1986, ISBN 3-453-31333-X.
- 19 A Life for Kregen (1979)
  - Deutsch: Ein Leben für Kregen. Heyne SF&F #4297, 1986, ISBN 3-453-31340-2.
- 20 A Sword for Kregen (1979)
  - Deutsch: Ein Schwert für Kregen. Heyne SF&F #4298, 1986, ISBN 3-453-31346-1.
- 21 A Fortune for Kregen (1979)
  - Deutsch: Ein Schicksal für Kregen. Heyne SF&F #4357, 1986, ISBN 3-453-31364-X.
- 22 A Victory for Kregen (1980)
  - Deutsch: Ein Sieg für Kregen. Heyne SF&F #4358, 1987, ISBN 3-453-31376-3.
- 23 Beasts of Antares (1980)
  - Deutsch: Die Bestien von Antares. Heyne SF&F #4359, 1987, ISBN 3-453-31394-1.
- 24 Rebel of Antares (1980)
  - Deutsch: Der Rebell von Antares. Heyne SF&F #4397, 1987, ISBN 3-453-00425-6.
- 25 Legions of Antares (1981)
  - Deutsch: Die Legionen von Antares. Heyne SF&F #4398, 1987, ISBN 3-453-00449-3.
- 26 Allies of Antares (1981)
  - Deutsch: Die Verbündeten von Antares. Heyne SF&F #4399, 1987, ISBN 3-453-00473-6.
- 27 Mazes of Scorpio (1982)
  - Deutsch: Die Labyrinthe von Scorpio. Heyne SF&F #4472, 1988, ISBN 3-453-01000-0.
- 28 Delia of Vallia (1982)
  - Deutsch: Delia von Vallia. Heyne SF&F #4510, 1988, ISBN 3-453-02764-7.
- 29 Fires of Scorpio (1983)
  - Deutsch: Die Feuer von Scorpio. Heyne SF&F #4511, 1988, ISBN 3-453-02791-4.
- 30 Talons of Scorpio (1983)
  - Deutsch: Die Klauen von Scorpio. Heyne SF&F #4554, 1989, ISBN 3-453-03151-2.
- 31 Masks of Scorpio (1984)
  - Deutsch: Die Masken von Scorpio. Heyne SF&F #4593, 1989, ISBN 3-453-03459-7.
- 32 Seg the Bowman (1984)
  - Deutsch: Seg der Bogenschütze. Heyne SF&F #4624, 1989, ISBN 3-453-03496-1.
- 33 Werewolves of Kregen (1985)
  - Deutsch: Die Werwölfe von Kregen. Heyne SF&F #4642, 1989, ISBN 3-453-03904-1.
- 34 Witches of Kregen (1985)
  - Deutsch: Die Hexen von Kregen. Heyne SF&F #4675, 1990, ISBN 3-453-03939-4.
- 35 Storm Over Vallia (1985)
  - Deutsch: Sturm über Vallia. Heyne SF&F #4717, 1990, ISBN 3-453-04302-2.
- 36 Omens of Kregen (1985)
  - Deutsch: Die Omen von Kregen. Heyne SF&F #4789, 1991, ISBN 3-453-04512-2.
- 37 Warlord of Antares (1988)
  - Deutsch: Der Kriegsherr von Antares. Heyne SF&F #4806, 1991, ISBN 3-453-05030-4.
- 38 Scorpio Reborn (1995)
  - Deutsch: Wiedergeborenes Scorpio. Heyne SF&F #4849, 1991, ISBN 3-453-05404-0.
- 39 Scorpio Assassin (1996)
  - Deutsch: Meuchelmörder von Scorpio. Heyne SF&F #4864, 1992, ISBN 3-453-05409-1.
- 40 Scorpio Invasion (1996)
  - Deutsch: Invasion von Scorpio. Heyne SF&F #4882, 1992, ISBN 3-453-05413-X.
- 41 Scorpio Ablaze (1998)
  - Deutsch: Scorpio in Flammen. Heyne SF&F #4923, 1992, ISBN 3-453-05862-3.
- 42 Scorpio Drums (2000)
  - Deutsch: Die Trommeln von Scorpio. Heyne SF&F #4928, 1992, ISBN 3-453-05864-X.
- 43 Scorpio Triumph (2008)
  - Deutsch: Der Triumph von Scorpio. Heyne SF&F #4989, 1993, ISBN 3-453-06239-6.
- 44 Intrigue of Antares (2008)
  - Deutsch: Die Intrige von Antares. Heyne SF&F #4807, 1993, ISBN 3-453-06585-9.
- 45 Gangs of Antares (2008)
  - Deutsch: Die Banditen von Antares. Heyne SF&F #5137, 1994, ISBN 3-453-07786-5.
- 46 Demons of Antares (2014)
  - Deutsch: Die Dämonen von Antares. Heyne SF&F #5170, 1994, ISBN 3-453-07798-9.
- 47 Scourge of Antares (2014)
  - Deutsch: Die Geißel von Antares. Heyne SF&F #5241, 1995, ISBN 3-453-07999-X.
- 48 Challenge of Antares (2014)
  - Deutsch: Die Fehde von Antares. Heyne SF&F #5327, 1995, ISBN 3-453-08533-7.
- 49 Wrath of Antares (2014)
  - Deutsch: Der Zorn von Antares. Heyne SF&F #5396, 1995, ISBN 3-453-09486-7.
- 50 Shadows over Kregen (2014)
  - Deutsch: Schatten über Kregen. Heyne SF&F #5498, 1996, ISBN 3-453-10970-8.
- 51 Murder on Kregen (2014)
  - Deutsch: Mord auf Kregen. Heyne SF&F #5628, 1997, ISBN 3-453-11932-0.
- 52 Turmoil on Kregen (2014)
  - Deutsch: Aufruhr auf Kregen. Heyne SF&F #5898, 1997, ISBN 3-453-12688-2.

Kurzgeschichten:
- Wizard of Scorpio (1976, Kurzgeschichte in: Donald A. Wollheim (Hrsg.): The DAW Science Fiction Reader)
  - Deutsch: Der Zauberer von Scorpio. In: Erhard Ringer und Hermann Urbanek (Hrsg.): Ashtaru der Schreckliche. Heyne SF&F #3915, 1982, ISBN 3-453-30833-6.
- The Story of Lallia the Slave Girl (Kurzgeschichte in: Fantasy Tales V6n11, Winter 1982; auch: Lallia the Slave Girl, 2011)

Sammelausgaben
Saga of Dray Prescot:
- 1 The Delian Cycle (Sammelausgabe von 1–5; 2007)
- 2 The Havilfar Cycle I (Sammelausgabe von 6–8; 2007)
- 3 The Havilfar Cycle II (Sammelausgabe von 9–11; 2007)
- 4 The Krozair Cycle (Sammelausgabe von 12–14; 2007)
- 5 The Vallian Cycle (Sammelausgabe von 15–18; 2009)
- 6 The Jikaida Cycle (Sammelausgabe von 19–22; 2009)
- 7 The Spikatur Cycle (Sammelausgabe von 23–26; 2010)
- 8 The Pandahem Cycle I (Sammelausgabe von 27–29; 2011)
- 9 The Pandahem Cycle II (Sammelausgabe von 30–32; 2011)
- 10 The Witch War Cycle (Sammelausgabe von 33–37; 2009)
- 11 The Lohvian Cycle I (Sammelausgabe von 38–40; 2011)
- 12 The Lohvian Cycle II (Sammelausgabe von 41–43; 2012)
- 13 The Balintol Cycle I (Sammelausgabe von 44–46; 2015)
- 14 The Balintol Cycle II (Sammelausgabe von 47–49; 2015)
- 15 The Spectre Cycle (Sammelausgabe von 50–52; 2015)

Weitere englische Sammelausgaben:
- Manhounds of Antares and Arena of Antares (Sammelausgabe von 6 und 7; 1981, Sammelausgabe)
- The Havilfar Cycle (Sammelausgabe von 6–11; 2010)

Deutsche Sammelausgaben:
- Die Scorpio-Bänder. Heyne Science Fiction & Fantasy #5497, 1996, ISBN 3-453-10969-4 (Sammelausgabe von 1–3).

### Serien und Zyklen
Pallas Confrontation (Kurzgeschichten)
- 1 All Glory Forgotten (in: New Worlds Science Fiction, #24 June 1954)
- 2 Bitter the Path (in: New Worlds Science Fiction, #26 August 1954)
- 3 The Black Spot (in: New Worlds Science Fiction, #32 February 1955)
- 4 Asylum (in: New Worlds Science Fiction, #34 April 1955)
- 5 Plaything (in: New Worlds Science Fiction, #41 November 1955)

Fluxers (Kurzgeschichten)
- 1 Mission One Hundred (in: New Worlds Science Fiction, #63 September 1957)
- 2 Greenie Gunner (1960, in: New Worlds Science Fiction, #101 December)
- 3 Flame in the Flux Field (1962, in: New Worlds Science Fiction, #116 March)

Earth-Shurilala-Takkat War (Kurzgeschichten)
- 1 The Unreluctant Tread (in: New Worlds Science Fiction, #68 February 1958)
- 2 Space Command (in: New Worlds Science Fiction, #74 August 1958)
- 3 Draft Dodger (in: If, March 1966)

Keys to the Dimensions
- Land Beyond the Map (1961)
  - Deutsch: Wegweiser ins Grauen. Übersetzt von Walter Bilitza. Pabel (Utopia Zukunftsroman #458), 1965.
- The Key to Irunium (1967)
  - Deutsch: Die andere Dimension. Moewig (Terra Astra #53), 1972.
- The Key to Venudine (1968)
  - Deutsch: Das Tor nach Venudine. Übersetzt von Leni Sobez. Moewig (Terra Astra #57), 1972.
- The Wizards of Senchuria (1969)
  - Deutsch: Die Zauberer von Senchuria. Übersetzt von Leni Sobez. Moewig (Terra Astra #62), 1972.
- The Ships of Durostorum (1970)
  - Deutsch: Tramps zwischen den Sternen. Übersetzt von Leni Sobez. Moewig Terra Astra #67, 1972. Auch als: Tramps zwischen den Welten. Übersetzt von Leni Sobez. Moewig Terra Astra #629, 1985.
- The Hunters of Jundagai (1971)
  - Deutsch: Die Jäger von Jundagai. Übersetzt von Leni Sobez. Pabel-Moewig (Terra Astra #73), 1973.
- The Chariots of Ra (1972)
  - Deutsch: Die Ebenen des Todes. Übersetzt von Leni Sobez. Pabel-Moewig (Terra Astra #81), 1973.
- The Diamond Contessa (1983)

Fletcher Cullen (Kurzgeschichten)
- 1 Shapers of Men (in: Vision of Tomorrow #3, November 1969)
- 2 The Scales of Friendship (in: Vision of Tomorrow #8, May 1970)

Wolfshead (historische Romane, als Arthur Frazier)
- 1 Oath of Blood (1970)
- 2 The King’s Death (1973)
- 3 A Light in the West (1974)
- 4 Viking Slaughter (1974)
- 5 A Flame in the Fens (1974)
- 6 An Axe In Miklagard (1975)

Fox / Seewölfe (historische Romane, als Adam Hardy)
Die deutschen Übersetzungen erschienen zuerst in der Heftromanserie Seewölfe, Korsaren der Weltmeere.
- 1 Press Gang (1973)
  - Deutsch: Seiner Majestät Lieutenant. Übersetzt von E. Sander. Pabel (Seewölfe #1), 1975. Auch als: Fox – seiner Majestät Lieutenant. Übersetzt von E. Sander. Ullstein #23922, Frankfurt/M. und Berlin 1996, ISBN 3-548-23922-6.
- 2 Prize Money (1973)
  - Deutsch: Die Beutefregatte. Übersetzt von E. Sander. Pabel (Seewölfe #2), 1975. Auch als: Fox – die Beutefregatte. Übersetzt von G. Königsberger und E. Sander. Ullstein #23929, Frankfurt/M. und Berlin 1996, ISBN 3-548-23929-3.
- 3 The Siege (1973; auch: Savage Siege, 1974)
  - Deutsch: Das Duell. Übersetzt von Gert Königsberger. Pabel (Seewölfe #3), 1975.
- 4 Treasure (1973; auch: Treasure Map, 1974)
  - Deutsch: Das Prisenschiff. Übersetzt von E. Sander. Pabel (Seewölfe #4), 1975. Auch als: Fox – das Prisenschiff. Übersetzt von G. Königsberger und E. Sander. Ullstein #23936, Frankfurt/M. und Berlin 1996, ISBN 3-548-23936-6.
- 5 Powder Monkey (1973; auch: Sailor’s Blood, 1974)
- 6 Blood For Breakfast (1974; auch: Sea of Gold)
  - Deutsch: Der spanische Dreidecker. Übersetzt von Gert Königsberger. Pabel (Seewölfe #5), 1975.
- 7 Court Martial (1974)
  - Deutsch: Kriegsgericht. Übersetzt von E. Sander. Pabel (Seewölfe #6), 1975.
- 8 Battle Smoke (1974)
  - Deutsch: Unter der Flagge des Admirals. Übersetzt von E. Sander. Pabel (Seewölfe #7), 1975. Auch als: Fox – Unter der Flagge des Admirals. Übersetzt von E. Sander. Ullstein #24054, Frankfurt/M. und Berlin 1996, ISBN 3-548-24054-2.
- 9 Cut and Thrust (1974)
  - Deutsch: Landhaie und Teerjacken. Übersetzt von E. Sander. Pabel (Seewölfe #8), 1975. Auch als: Fox – Landhaie und Teerjacken. Übersetzt von H. C. Kurtz und E. Sander. Ullstein #24057, Frankfurt/M. und Berlin 1996, ISBN 3-548-24057-7.
- 10 Boarders Away! (1975; auch: Boarders Away)
  - Deutsch: Streich die Flagge, Bastard! Übersetzt von H. C. Kurtz. Pabel (Seewölfe #9), 1975.
- 11 Fireship (1975; auch: The Fireship)
  - Deutsch: Der Brander. Pabel (Seewölfe #10), 1975.
- 12 Blood Beach (1975)
  - Deutsch: Volle Breitseite. Übersetzt von E. Sander. Pabel (Seewölfe #11), 1975. Auch als: Fox – volle Breitseite. Übersetzt von E. Sander. Ullstein #24178, Berlin 1997, ISBN 3-548-24178-6.
- 13 Sea Flame (1976)
- 14 Close Quarters (1977)

Sammelausgaben:
- Fox Double (Sammelausgabe von 1 und 2; 1973, Sammelausgabe)
- Fox Double No. 2 (Sammelausgabe von 3 und 4; 1974, Sammelausgabe)

Deutsche Sammelausgabe:
- Fox – die Schlacht der Seewölfe. Übersetzt von E. Sander. Überarbeitet von Uwe D. Minge. Ullstein, Berlin 1998, ISBN 3-548-24307-X (Sammelausgabe von 13 und 14).

Ryder Hook (Science-Fiction-Romane)
Die Bände 1 bis 4 erschienen unter dem Pseudonym Tully Zetford, ab Band 5 unter Bulmers Namen nur auf Deutsch.
- 1 Whirlpool of Stars (1974)
  - Deutsch: Der Novamann. Übersetzt von Rosemarie Hundertmarck. Bastei Lübbe Science Fiction Action #21116, 1979, ISBN 3-404-01249-6. Auch als: Der Nova-Mann. Übersetzt von Rosemarie Hundertmarck. In: Kenneth Bulmer: Ryder Hook – Der Nova-Mann. Bastei Lübbe Science Fiction Abenteuer #23072, 1987, ISBN 3-404-23072-8.
- 2 The Boosted Man (1974)
  - Deutsch: Die Hypno-Falle. Übersetzt von Rosemarie Hundertmarck. Bastei Lübbe Science Fiction Action #21121, 1979, ISBN 3-404-01419-7.
- 3 Star City (1974)
  - Deutsch: Star City. Übersetzt von Rosemarie Hundertmarck. Bastei Lübbe Science Fiction Action #21129, 1980, ISBN 3-404-21129-4.
- 4 Virility Gene (1975)
  - Deutsch: Das Männlichkeits-Gen. Übersetzt von Rosemarie Hundertmarck. Bastei Lübbe Science Fiction Action #21137, 1981, ISBN 3-404-21137-5.
- 4 The Virility Gene (1975)
  - Deutsch: Das Männlichkeits-Gen. Übersetzt von Rosemarie Hundertmarck. In: Kenneth Bulmer: Ryder Hook – Der Nova-Mann. Bastei Lübbe Science Fiction Abenteuer #23072, 1987, ISBN 3-404-23072-8.
- 5 The Gervase Factor
  - Deutsch: Mission Galaxis. Übersetzt von Ingrid Rothmann. Bastei Lübbe Science Fiction Abenteuer #23074, 1988, ISBN 3-404-23074-4.
- 6 The Lost Fleet
  - Deutsch: Weltraum-Friedhof. Übersetzt von Irene Paetzold. Bastei Lübbe Science Fiction Abenteuer #23076, 1988, ISBN 3-404-23076-0.
- 7 Star Strike
  - Deutsch: Rebell der Sterne. Übersetzt von Irene Paetzold. Bastei Lübbe Science Fiction Abenteuer #23078, 1988, ISBN 3-404-23078-7.
- 8 Lure of the Novamen
  - Deutsch: Weltraum-Piraten. Übersetzt von Irene Paetzold. Bastei Lübbe Science Fiction Abenteuer #23080, 1988, ISBN 3-404-23080-9.
- 9 Citadel of Doom
  - Deutsch: Gefangen im All. Übersetzt von Irene Paetzold. Bastei Lübbe Science Fiction Abenteuer #23082, 1988, ISBN 3-404-23082-5.
- 10 Secret of the Novamen
  - Deutsch: Vermächtnis der Zukunft. Übersetzt von Irene Paetzold. Bastei Lübbe Science Fiction Abenteuer #23084, 1988, ISBN 3-404-23084-1.

Deutsche Sammelausgabe:
- Ryder Hook – Der Nova-Mann. Übersetzt von Rosemarie Hundertmarck. Bastei Lübbe Science Fiction Abenteuer #23072, 1987, ISBN 3-404-23072-8 (Sammelausgabe von 1–4).

The Vikings (historische Romane, als Neil Langholm)
- 1 Blood Sacrifice (1975)
- 2 The Dark Return (1975)
- 3 The Sun in the Night (1975)
- 4 Trail of Blood (1976)

Captain Shark (historische Romane, als Richard Silver)
- 1 By Pirate’s Blood (1975)
- 2 Jaws of Death (1975)

Slaves of the Empire
- 1 Barba the Slaver (1975)
- 2 Haesel the Slave (1975)
- 3 Brotan the Breeder (1975)
- 4 Gracus the Centurion (1975)
- 5 Corissa the Vestal Virgin (1976)

The Gladiator (US) / The Eagles (UK) (historische Romane, als Andrew Quiller)
- 2 The Land of the Mist (1976)
- 5 Sea of Swords (1977)

Odan the Half-God (Romane, als Manning Norvil)
- 1 Dream Chariots (1977)
- 2 Whetted Bronze (1978)
- 3 Crown of the Sword God (1980)

The Professionals (als Ken Blake)
- 1 Where the Jungle Ends (1978)
- 2 Long Shot (1978)
- 3 Stake Out (1978)
- 4 Hunter Hunted (1978)
- 5 Blind Run (1979)
- 6 Fall Girl (1979)
- 8 Dead Reckoning (1980)
- 9 No Stone (1980)
- 11 Spy Probe (1981)
- 12 Foxhole (1981)

Sea Wolf (historische Romane, als Bruno Krauss)
- 1 Steel Shark (1978)
- 2 Shark North (1978)
- 3 Shark Pack (1978)
- 4 Shark Hunt (1980)
- 5 Shark Africa (1980)
- 6 Shark Raid (1982)
- 7 Shark America (1982)
- 8 Shark Trap (1982)

Casca (Romanserie, als Barry Sadler)
- 4 Panzer Soldier (1980)
- 22 The Mongol (1990)

Strike ForceFalklands Series (als Adam Hardy)
- 1 Operation Exocet (1984)
- 2 Raider's Dawn (1984)
- 3 Red Alert (1984)
- 4 Recce Patrol (1985)
- 5 Covert Op (1985)
- 6 Ware Mines (1985)

### Romane
- Space Treason (1952; mit A. V. Clarke)
  - Deutsch: Rebellen des Weltraums. Moewig (Terra #30), 1958.
- Cybernetic Controller (1952; mit A. V. Clarke)
  - Deutsch: Das Robot-Gehirn. Übersetzt von Clark Darlton. Pabel (Utopia-Großband #8), 1954.
- Empire of Chaos (1952)
  - Deutsch: Welt des Schreckens. Übersetzt von Heinz Kotthaus. Bewin, 1957.
- Encounter in Space (1952)
  - Deutsch: Begegnung im All. Übersetzt von Walter K. Baumann. Pabel (Utopia Zukunftsroman #115), 1958.
- Space Salvage (1953)
  - Deutsch: Todesfalle Jupiter. Übersetzt von Clark Darlton. Pabel (Utopia-Großband #21), 1955.
- Galactic Intrigue (1953)
  - Deutsch: Zwischenfall auf Luralye. Übersetzt von Rainer Eisfeld. Moewig (Terra #42), 1958.
- Zhorani: Master of the Universe (1953)
- Mission to the Stars (1953; als Philip Kent)
- The Stars are Ours (1953)
  - Deutsch: Die Sterne gehören uns. Übersetzt von Walter Spiegl. Pabel Utopia-Großband #18, 1955. Auch als: Von Robotern beherrscht. Übersetzt von Otto Kuehn. Ullstein 2000 #130 (3345), 1977, ISBN 3-548-03345-8.
- Vassals of Venus (1953; als Philip Kent)
- Zhorani (1953; als Karl Maras)
- Challenge (1954)
- World Aflame (1954)
- Peril from Space (1954)
- Home is the Martian (1954; als Philip Kent)
- Peril from Space (1954; als Karl Maras)
- Slaves of the Spectrum (1954; als Philip Kent)
- Green Destiny (3 Teile in: New Worlds Science Fiction, #57 March 1957 ff.; auch: City Under the Sea)
  - Deutsch: Sklaven der Tiefe. Übersetzt von Hans Tausendfreund. Hönne / Gebrüder Zimmermann (Hönne Utopia-Spitzenklasse), 1959.
- The Thoughtless Island (1957, in: Nebula Science Fiction, Number 22)
- Defiance (1957)
  - Deutsch: Forschungskreuzer Saumarez. Übersetzt von Clark Darlton. Moewig (Terra Sonderband #45), 1961.
- Wisdom of the Gods (1958, 4 Teile in: Nebula Science Fiction, Number 32 ff.)
- The Secret of ZI (1958; auch: The Patient Dark, 1959)
  - Deutsch: Freiheit für die Erde. Moewig (Terra #394), 1965.
- The Changeling Worlds (1959)
  - Deutsch: Verbotene Welten. In: Kenneth Bulmer: Verbotene Welten. Widukind / Gebrüder Zimmermann (Widukind Fantasy Crime), Balve i.W. 1960, DNB 450695034.
- The Fatal Fire (1960, 3 Teile in: New Worlds Science Fiction, #96 July ff.)
  - Deutsch: Das verhängnisvolle Feuer. Pabel (Utopia Zukunftsroman #443), 1965.
- The Earth Gods Are Coming (1960; auch: Of Earth Foretold, 1961)
  - Deutsch: Die Propheten der Erde. Übersetzt von Horst Mayer. Moewig (Terra #270), 1963.
- White-out (1960; als Ernest Corley)
- Beyond the Silver Sky (1961)
  - Deutsch: Die Wassermenschen von Nablus. Übersetzt von Horst Mayer. Moewig Terra #252, 1962. Auch als: Hinter den silbernen Himmeln. Übersetzt von Ronald M. Hahn. Ullstein Science Fiction & Fantasy #31137, 1986, ISBN 3-548-31137-7.
- The Wind of Liberty (1962)
- The Wizard of Starship Poseidon (1963)
  - Deutsch: Der Hexer der Poseidon. Pabel (Utopia Zukunftsroman #422), 1965.
- Demons’ World (1964; auch: The Demons, 1965)
  - Deutsch: Im Reich der Dämonen. Übersetzt von Birgit Bohusch. Moewig (Terra Taschenbuch #110), 1966.
- The Million Year Hunt (1964)
  - Deutsch: Die letzte Hoffnung. Übersetzt von Horst Mayer. Pabel (Utopia Zukunftsroman #487), 1966.
- Behold the Stars (1965)
  - Deutsch: Transit zu den Sternen. Übersetzt von Birgit Reß-Bohusch. Moewig (Terra #530), 1967.
- Worlds for the Taking (1966)
- Cycle of Nemesis (1967)
- To Outrun Doomsday (1967)
  - Deutsch: Sterbendes Land Utopia. Übersetzt von Birgit Reß-Bohusch. Moewig (Terra Taschenbuch #151), 1968.
- The Doomsday Men (1968)
  - Deutsch: Tod auf Widerruf. Übersetzt von Tony Westermayr. Goldmanns Weltraum Taschenbücher #0106, 1969.
- The Ulcer Culture (1969; auch: Stained-Glass World, 1976)
- Kandar (1969)
- The Star Venturers (1969, in: Dean R. Koontz (Hrsg.) und Kenneth Bulmer: The Fall of the Dream Machine / The Star Venturers)
- Quench the Burning Stars (1970; auch: Blazon)
  - Deutsch: Brennende Sterne. Moewig (Terra Astra #31), 1972.
- Star Trove (1970)
  - Deutsch: Schatzjäger der Galaxis. Übersetzt von Leni Sobez. Moewig (Terra Astra #25), 1972.
- Swords of the Barbarians (1970; auch: Sword of the Barbarians, 2011)
- The Electric Sword-Swallowers (1971)
  - Deutsch: Planet der Kriegsspiele. Übersetzt von Leni Sobez. Moewig Terra Astra #37, 1972.
- The Insane City (1971)
  - Deutsch: Stadt des Wahnsinns. Ullstein Science Fiction & Fantasy #31005, 1979, ISBN 3-548-31005-2.
- Pretenders (Kinderbuch, 1972)
- Roller Coaster World (1972)
- On the Symb-Socket Circuit (1972)
  - Deutsch: Kontrollstation Altimus. Übersetzt von Wulf H. Bergner. Goldmann Science Fiction #0175, 1973, ISBN 3-442-23175-2.
- Brand of Revenge (1978) (Jubal Cade-Western #11, auch als: Brand of Vengeance, 1980)

### Sammlungen
- Of Earth Foretold (1961)
- The Wind of Liberty (1962)

Deutsche Zusammenstellung:
- Verbotene Welten. Widukind / Gebrüder Zimmermann (Widukind Fantasy Crime), 1960.

### Kurzgeschichten
1950
- Last Wish (in: Slant, Spring 1950)
- Spacemate (in: Slant, Autumn 1950)

1951
- The Clock Struck One (in: Slant, Winter 1951)
- The Gatecrashers (in: Slant, Spring 1951; mit Walt Willis)

1953
- The Stars Are Ours (1953)
  - Deutsch: Die Sterne gehören uns. Übersetzt von Walter Spiegl. Pabel (Utopia-Großband #18), 1955. Auch als: Von Robotern beherrscht. Hrsg. von Walter Spiegl. Übersetzt von Otto Kuehn. Ullstein 2000 #130 (3345), 1977, ISBN 3-548-03345-8.

1954
- First Down (in: Authentic Science Fiction Monthly, #44 April 1954)
- Mission to the Stars (1954)
- Some Other Time (in: Authentic Science Fiction Monthly, #45 May 1954)
- Vassals of Venus (1954)
- To Shake the Stars (in: Authentic Science Fiction Monthly, #47 (July) 1954)
- Slaves of the Spectrum (1954)
  - Deutsch: Die Spektral-Falle. Übersetzt von M. F. Arnemann. Pabel (Utopia Zukunftsroman #304), 1961.
- It Takes Two (in: Authentic Science Fiction Monthly, #50 October 1954)
- Home Is the Martian (1954)
- Our Friends the Aliens (1954, in: Herbert J. Campbell (Hrsg.): Authentic Book of Space)

1955
- Ordeal (in: Authentic Science Fiction Monthly, #55 (March) 1955)
- Psi No More (in: Science Fantasy, v 5 #14, 1955)
- The Day of the Monster (in: Authentic Science Fiction Monthly, #59 (July) 1955)
- Firecracker Fool (in: Authentic Science Fiction Monthly, #60 (August) 1955)
- Total Recall (in: New Worlds Science Fiction, #38 August 1955)
- Know Thy Neighbour (in: Authentic Science Fiction Monthly, #61 September 1955)
- Come to Prestonwell (in: Authentic Science Fiction Monthly, #63 (November) 1955)
- Sunset (1955, in: Nebula Science Fiction, Number 14)
- Time Travel Business (in: Authentic Science Fiction Monthly, #64 (December) 1955)

1956
- The Old Firm (in: Authentic Science Fiction Monthly, #66 (February) 1956)
- Quarry (in: Infinity Science Fiction, February 1956)
- The Smallest Ally (in: New Worlds Science Fiction, #45 March 1956)
- According to Tradition (in: Authentic Science Fiction Monthly, #68 (April) 1956)
- Mr. Culpeper’s Baby (in: Authentic Science Fiction Monthly, #68 (April) 1956)
- Sunk (in: New Worlds Science Fiction, #46 April 1956)
- The Hidden Power (in: Authentic Science Fiction, #70 June 1956)
- Project Pseudoman (1956, in: Nebula Science Fiction, Number 17)
- The City Calls (in: New Worlds Science Fiction, #52 October 1956)
- Lucky Number (in: Authentic Science Fiction, #74 November 1956)
- The Great Armadas (1956, in: Nebula Science Fiction, Number 19)
- Recreation (in: Authentic Science Fiction, #75 December 1956)
- Their Dreams Remain (in: Fantastic Universe, December 1956)
- Wrong Impression (in: Authentic Science Fiction, #75 December 1956)

1957
- Prestige (in: Authentic Science Fiction, #76 (January) 1957)
- Child’s Play (in: Authentic Science Fiction, #77 (February) 1957)
- Three-Cornered Knife (in: Infinity Science Fiction, February 1957)
- Asymptote (in: Authentic Science Fiction, #78 (March) 1957)
- Defiance (in: New Worlds Science Fiction, #61 July 1957)
- The Day Everything Fell Down (in: The Magazine of Fantasy and Science Fiction, August 1957; mit Damon Knight)
- Lethe Lend (1957, in: Nebula Science Fiction, Number 23)
- Native Law (in: New Worlds Science Fiction, #62 August 1957)
- Ambiguous Assignment (in: Authentic Science Fiction, #84 (September) 1957)
- The Ties of Iron (1957, in: Nebula Science Fiction, Number 24)
- Reason for Living (in: Science Fantasy, October 1957)
- There’s No Business (1957, in: Nebula Science Fiction, Number 25)
- Vale! (in: Authentic Science Fiction, #85 October 1957)
- By the Beard of the Comet (in: Fantastic Universe, December 1957)

1958
- Never Trust a Robot (in: New Worlds Science Fiction, #67 January 1958)
- The Great Game (1958, in: Nebula Science Fiction, Number 27)
- Advertise Your Cyanide (1958, in: Nebula Science Fiction, Number 29)
- Out of Control (in: Science Fantasy, v10 #28, 1958)
- The Covetous (1958, in: Nebula Science Fiction, Number 30)
- Agent Provocateur (1958, in: Nebula Science Fiction, Number 34)
- The Bones of Shosun (1958, in: Science Fantasy, #31 October)
- I Fought the Deadly Shade (1958, in: Vector 2)

1959
- Galactic Galapagos (1959, in: Science Fiction Adventures, No. 6)
- Medicine Man (1959, in: Nebula Science Fiction, Number 38)
- Survey Corpse (1959, in: Nebula Science Fiction, Number 39)
- The Sun Creator (1959, in: Science Fiction Adventures, No. 7)
  - Deutsch: Der Sonnen-Zünder. In: Kenneth Bulmer: Verbotene Welten. Widukind / Gebrüder Zimmermann (Widukind Fantasy Crime), 1960.
- Don’t Cross a Telekine (1959, in: Science Fiction Adventures, No. 8)
- The Gentle Approach (in: New Worlds Science Fiction, #84 June 1959)
- Song of Ages (1959, in: Nebula Science Fiction, Number 41)
- Castle of Vengeance (1959, in: Science Fantasy, #37 November)
- The Halting Hand (1959, in: Science Fiction Adventures, No. 12)

1960
- Profession: Spaceman (1960, in: New Worlds Science Fiction, #92 March)
- Strange Highway (1960, in: Science Fantasy, #40 April)
- Of Earth Foretold (1960, in: Science Fiction Adventures, No. 14)
- The Dedicated Ones (1960, in: Science Fiction Adventures, No. 15)
- Beyond the Silver Sky (1960, in: Science Fantasy, #43 October)
  - Deutsch: Die Wassermenschen von Nablus. Übersetzt von Horst Mayer. Moewig (Terra #252), 1962. Auch als: Hinter den silbernen Himmeln. Übersetzt von Ronald M. Hahn. Ullstein Science Fiction & Fantasy #31137, 1986, ISBN 3-548-31137-7.
- Earth’s Long Shadow (1960, in: Science Fiction Adventures, No. 17)

1961
- The Aztec Plan (1961, in: Science Fiction Adventures, No. 18)
- Hiatus (1961, in: New Worlds Science Fiction, #102 January)
- The Map Country (1961, in: Science Fantasy, #45 February)
- Design Dilemma (1961, in: Science Fiction Adventures, No. 19)
- Wind of Liberty (1961, in: Science Fiction Adventures, No. 20)
- The Seventh Stair (in: Science Fantasy, October 1961)
- The Golden Age (1961, 2 Teile in: New Worlds Science Fiction, #112 November ff.)
- Trial (1961, in: Science Fiction Adventures, No. 23)
- The Golden Age (1961, 2 Teile in: New Worlds Science Fiction, #113 December ff.)

1962
- Scarlet Denial (1962, in: Science Fiction Adventures, No. 26)
- Perilous Portal (in: Science Fantasy, August 1962)
- Scarlet Dawn (1962, in: Science Fiction Adventures, No. 28)

1964
- The Contraption (in: Science Fantasy, June-July 1964)
- A Case of Identity (in: Science Fantasy, July-August 1964)

1965
- The Doomsday Men (in: If, November 1965)

1966
- Not Human (1966, in: Alien Worlds, #1 (UK))
- The Adjusted (in: The Magazine of Fantasy and Science Fiction, June 1966)
  - Deutsch: Welt der Illusionen. In: Wulf H. Bergner (Hrsg.): Welt der Illusionen. Heyne SF&F #3110, 1967.
- Inside Out (in: SF Impulse, December 1966; mit Richard Wilson)

1967
- Station HR972 (in: Worlds of Tomorrow, February 1967)

1969
- Swords for a Guide (1969, in: Vision of Tomorrow, #1)

1970
- Culpable in Glass (in: Vision of Tomorrow #11, August 1970)

1971
- The Electric Sword-Swallowers (1971, in: John T. Phillifent (als John Rackham) (Hrsg.): Beyond Capella / The Electric Sword-Swallowers)
  - Deutsch: Planet der Kriegsspiele. Moewig (Terra Astra #37), 1972.
- A Memory of Golden Sunshine (1971, in: John Carnell (Hrsg.): New Writings in SF 19)
- Under the Tombstone (1971, in: David Sutton (Hrsg.): New Writings in Horror and the Supernatural #1)
  - Deutsch: Grabschmaus. Übersetzt von Helmut W. Pesch. In: David Sutton (Hrsg.): Solo für einen Kannibalen. Pabel (Vampir Taschenbuch #40), 1976.

1972
- Die Zauberer von Senchuria. Moewig (Terra Astra #62), 1972.
- Tramps zwischen den Welten. Übersetzt von Leni Sobez. Pabel-Moewig (Terra Astra #67), 1972.

1973
- Die Jäger von Jundagai. Pabel-Moewig (Terra Astra #73), 1973.

1974
- Aquaman (1974, in: Richard Davis (Hrsg.): Space 2)

1977
- Naked as a Sword (in: Fantasy Tales V1n1, Summer 1977)

1978
- Psycho Sis (in: The Magazine of Fantasy and Science Fiction, April 1978)

1988
- Brother Can You Spare a Word (1988, in: Rob Meades und David B. Wake (Hrsg.): The Drabble Project)

1989
- Ice and Fire (in: Fantasy Tales V10n2, Spring 1989)

1999
- From Loveless Heaven (1999, in: Philip Harbottle (Hrsg.): Gryphon Science Fiction and Fantasy Reader #1)

2004
- The Singleton Path (2004, in: W. H. Horner (Hrsg.): Cloaked in Shadow: Dark Tales of Elves)

### Sachliteratur
- The True Book about Space Travel (Jugendsachbuch, 1960, mit John Newman, als Kenneth Johns)
- Foundation: The Review of Science Fiction, Numbers 1–8 (1978; mit Peter Nicholls, Charles Barren und George Hay)

### Anthologien
New Writings in SF
- New Writings in SF 22 (1973)
- New Writings in SF 23 (1973)
- New Writings in SF 24 (1974)
- New Writings in SF 25 (1975)
- New Writings in SF 26 (1975)
- New Writings in SF 27 (1975)
- New Writings in SF 28 (1976)
- New Writings in SF 29 (1976)
- New Writings in SF 30 (1977)
- New Writings in SF Special (1975; mit John Carnell)
- New Writings in SF Special 1 (Sammelausgabe von 21–23; 1975; mit John Carnell)
- New Writings in SF 31 (1977)
- New Writings in SF 32 (1978)
- New Writings in SF 33 (1978)
- New Writings in SF Special 2 (Sammelausgabe von 26 und 29; 1978)
- New Writings in SF Special 3 (Sammelausgabe von 27 und 28; 1978)
- New Writings in SF – Special Series (1978)